# Малая Вяткина
Малая Вяткина — река в России, протекает по району Печора Республики Коми. Длина реки составляет 49 км.
Начинается из небольшого болота, лежащего к северу от остановочного пункта 1847 км железнодорожной линии Печора — Воркута на высоте около 140 метров над уровнем моря. От истока течёт в общем северо-западном направлении через елово-берёзовую тайгу. В низовьях пересекает крупное болото Усванюр. Имеет там ширину 12 метров и глубину 0,8 метра. Скорость течения воды — 0,7 м/с. Впадает в протоку Печоры справа на высоте 38,3 метра над уровнем моря в 831 км от устья реки.
Основной приток — безымянная река, впадает слева. Также в бассейне реки находится озеро Ыджыдвад.

## Этимология гидронима
Название, по-видимому, связано с русской фамилией Вяткин, владельца охотничьих или рыбных угодий на данной реке. Прилагательное малая указывает на наличие одноименного объекта (Большая Вяткина).

## Данные водного реестра
По данным государственного водного реестра России относится к Двинско-Печорскому бассейновому округу, водохозяйственный участок реки — Печора от водомерного поста у посёлка Шердино до впадения реки Уса, речной подбассейн реки — бассейны притоков Печоры до впадения Усы. Речной бассейн реки — Печора.
Код объекта в государственном водном реестре — 03050100212103000064686.